# 卡夫林區
卡夫林區是塞內加爾中部的一個行政區，首府卡夫林，北臨久爾貝勒區、盧加區和馬塔姆區，東接坦巴昆達區，南毗岡比亞，西鄰考拉克區和法蒂克區，下設4省。